# Príncipes de barrio
Príncipes de barrio fue una serie de televisión chilena, producida por Afro Films en colaboración con Canal 13 y dirigida por Sebastián Araya; trata del ascenso de un joven de un barrio de clase media baja en una carrera de futbolista profesional. Estrenada el 4 de marzo de 2015, finalizó el 27 de mayo del mismo año.
Creada por Luis Barrales, escrita por Nicolás Wellmann, con la colaboración de Patricio Heim y Diego Niño.
La serie —originalmente prevista para ser emitida a mediados de 2014, coincidiendo con la Copa Mundial de Fútbol de Brasil— estuvo protagonizada por Max Salgado, Susana Hidalgo, Daniel Muñoz y Begoña Basauri; la financiación fue del Consejo Nacional de Televisión.

## Reparto
- Max Salgado como Cristopher "Tofi" Millán.
- Susana Hidalgo como Nataly "Naty" Bravo.
- Daniel Muñoz como Manuel "Manolete" Rojas.
- Begoña Basauri como Joanna / Miranda.
- Paola Giannini como Graciela Enríquez.
- Néstor Cantillana como Jaime Farías.
- Francisca Imboden como Bernardita Elizalde.
- Alejandro Trejo como Elías Bravo.
- Edgardo Bruna como Francisco Elizalde.
- Claudio Arredondo como Germán Vicencio.
- Joaquín Guzmán como Emilio "Pollo" García Bravo.
- Antonella Orsini como Ingrid Silva.
- Valeska Díaz como Sofía Rojas.
- Claudio Castellón como Freddy Neira.
- Jaime Milla como Jimmy "Rucio" Núñez.
- Juan Pablo Miranda como Vicente Herrera.
- Leonardo Bertolini como Rodrigo "Rorro" Jara.
- Juan Pablo Larenas como Marcos "El Ídolo" Latorre.
- Raúl González como Alejandro "Jano" Artigas.
- Rodrigo Soto como Cristóbal "Gato" Zapata.
- Felipe Pinto como Cárlos "El Príncipe" Alcántara.
- Nicolás Valenzuela como Benito Bobadilla.

### Participaciones especiales
- Paulo Brunetti
- Camilo Polanco como DT de Unión Española.
- Fernanda Estevanez como Gabriela "Gaby" Burdiles.
- Alejandro Sánchez como Rulo.
- Rodrigo Castillo
- César Díaz
- Juan Ignacio Lizama
- Ignacio Verdugo
- Aldo Schiappacasse como Él Mismo.
- Ignacio Valenzuela como Él Mismo.